# Ole Mørk Sandvik

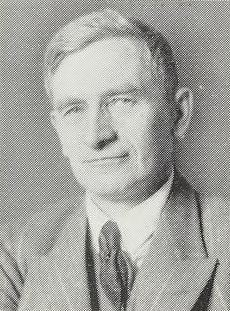
Ole Mørk Sandvik

Ole Mørk Sandvik (* 9. Mai 1875 in Helgøya; † 5. August 1976 in Oslo) war ein norwegischer Volksliedsammler, Musikforscher und -pädagoge.

## Leben
Sandvik wuchs in Hamar auf, wo er bis 1893 die Schule besuchte. Danach begann er ein Studium an der Universität von Kristiania. Im Sommer 1895 legte er am Hamar-Seminar das Lehrerexamen ab und unterrichtete dann an der Volksschule von Florø und der öffentlichen Schule von Hamar. Von 1897 bis 1902 studierte er Theologie. Danach unterrichtete er bis 1913 am Gymnasium von Vestheim und bis 1945 an der Hegdehaugen skole, dem Städtischen Gymnasium von Oslo. Von 1916 bis 1945 unterrichtete er außerdem liturgischen und Kirchengesang am praktisch-theologischen Seminar der Universität Oslo.
Seit den frühen 1910er Jahren befasste sich Sandvik mit der norwegischen Volksmusik, wobei er durch den Dichter und Volksliedsammler Olav Aukrust unterstützt wurde. Durch den Geiger Ivar Bråtå lernte er 1915–16 viele alte Volksweisen kennen, die Hauptmaterial für sein Buch Folkemusikk i Gudbrandsdalen wurden. Seine Dissertationsarbeit aus dem Jahr 1921 trug den Titel Norsk folkemusik, særlig Østlandsmusikken. 1927 gründete er die norwegische Musiksammlung der Universitätsbibliothek von Oslo.
Von 1923 bis 1936 war Sandvik Sekretär des norwegischen Choralbuch-Komitees, von 1932 bis 1958 redigierte er die Jahrbücher der norwegischen Musikkritikergesellschaft (Norsk samfunn for musikkgranskning). Zudem war er von 1933 bis 1948 Vorsitzender des Kirchenvereins für die Diözese Oslo. 1974 wurde er Vizepräsident des International Folk Music Council, und von 1948 bis 1965 war er Leiter des Norsk Folkemusikklag. 1939 wurde er Mitglied der Norwegischen Akademie der Wissenschaften. Im Jahr 1949 wurde er zum Ritter 1. Klasse des Sankt-Olav-Ordens ernannt, 1965 mit der Fridtjof Nansens Belønning und 1966 mit der Ehrenmitgliedschaft im Landslaget for Spelemenn geehrt.

## Schriften
- Norsk kirkemusikk og dens kilder, 1918
- Folkemusikk i Gudbrandsdalen, 1919 (Neuauflage 1948)
- Norsk folkemusik, særlig Østlandsmusikken, 1921
- Norges musikhistorie, 2 Bände (Hrsg. zusammen mit Gerhard Schjelderup), 1921–22
- Graduale. Messebok for Den norske kirke, 1925
- Norsk Koralhistorie, 1930
- Østerdalsmusikken, 1943
- Agathe og O. A. Grøndahl, 1847–1947. Et minneskrift, 1948
- Ludv. M. Lindeman og folkemelodien. En kildestudie, 1950
- Setesdalsmelodier, 1952
- Norske religiøse folketoner, 2 Bände, 1960–64
- Springleiker i norske bygder, 1967